# Кыргызский национальный академический драматический театр имени Т. Абдумомунова
Кыргызский национа́льный о́рдена Трудово́го Кра́сного Зна́мени академи́ческий драмати́ческий теа́тр и́мени Т. Абдумому́нова — главный драматический театр Киргизстана.
Место нахождения — Кыргызская Республика, город Бишкек.
Дата создания — 2 ноября, 1926 года.

## Краткая история
По постановлению Центрального Комитета Киргизского областного комитета партии большевиков Киргизской автономной области, в целях агитации и пропаганды советской власти среди горного народа, была создана музыкально-драматическая студия в городе Пишпеке.

## Творческие силы
В разные годы в этом театре работали такие мастера киргизской национальной сцены и экрана, как Касымалы Эшимбеков, Аширалы Боталиев, Шамши Тюменбаев, Абдиашим Кобегенов, Бакен Кыдыкеева, Асанкул Осмонов, Муратбек Рыскулов, Даркуль Куюкова, Таттыбуу Турсунбаева, Искендер Рыскулов, Шайыргуль Касымалиева, Садыкбек Джаманов, Анвар Куттубаева, С. Балкыбекова, Советбек Жумадылов, Асанбек (Арсен) Умуралиев, А. Кыдырназаров, З. Молдобаева, Г. Дулатова, Дж. Сыдыкбекова, Б. Шалтаев, Искаков Мэлис, С. Далбаев, М. Далбаева, Искра Раимкулова, Джамал Сейдакматова, Бакы Омуралиев, Джалил Абдыкадыров, Медербек Назаралиев, Ашир Чокубаев, Турганбюбю Бообекова, Жамиля Сыдыкбаева, Гулайым Каниметова, Г. Аджибекова, режиссёр Уланмырза Карыпбаев и другие.

## Репертуар театра
За 80 с лишним лет своего существования драмтеатр поставил около 500 спектаклей по произведениям авторов мировой драматургии и кыргызских авторов.
Наряду с произведениями Н. В. Гоголя, Шекспира, Лопе де Вегы, А. Н. Островского, Мольера, Гольдони, Шиллера шли произведения национальных авторов: Ч. Айтматова, Т. Абдумомунова, А. Токомбаева, К. Эшмамбетова, К. Джантошева, К. Маликова, Дж. Садыкова, М. Байджиева, Ш. Садыбакасова, М. Тойбаева, Ж. Кулмамбетова, Э. Эрматова, С. Раева и других.